# Libreria Piccolomini

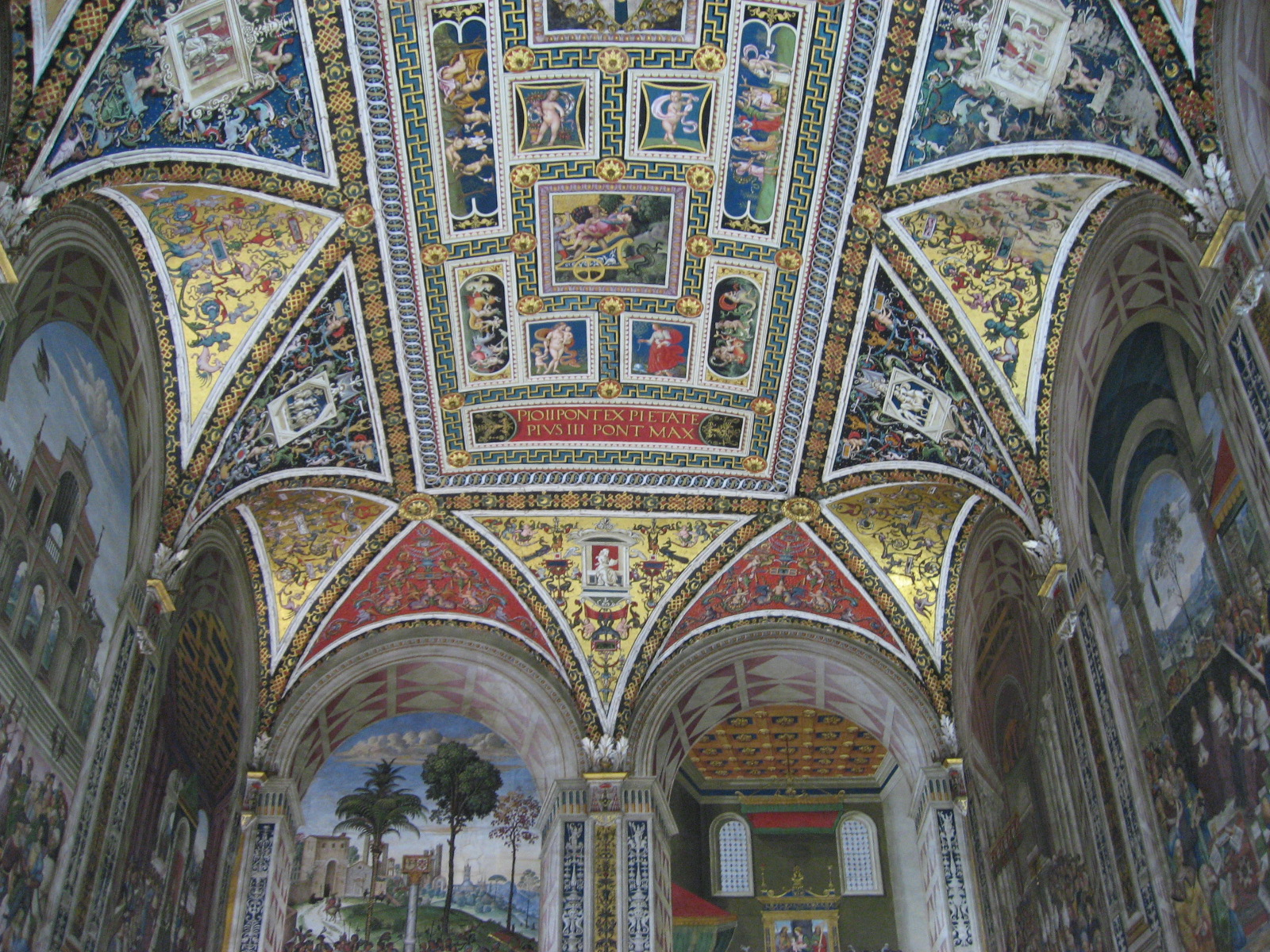
Fresques du Pinturicchio.

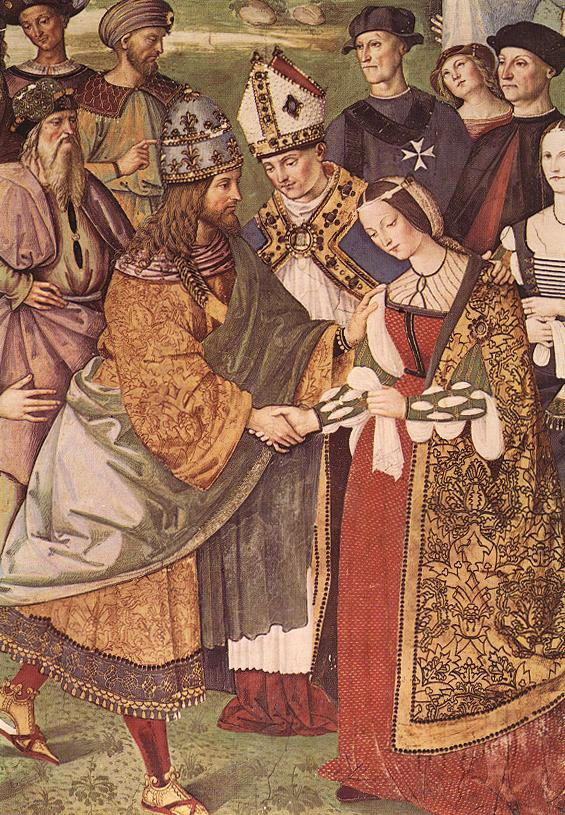
Détail de la présentation d'Éléonore de Portugal, sa future femme, à l'empereur Frédéric III.

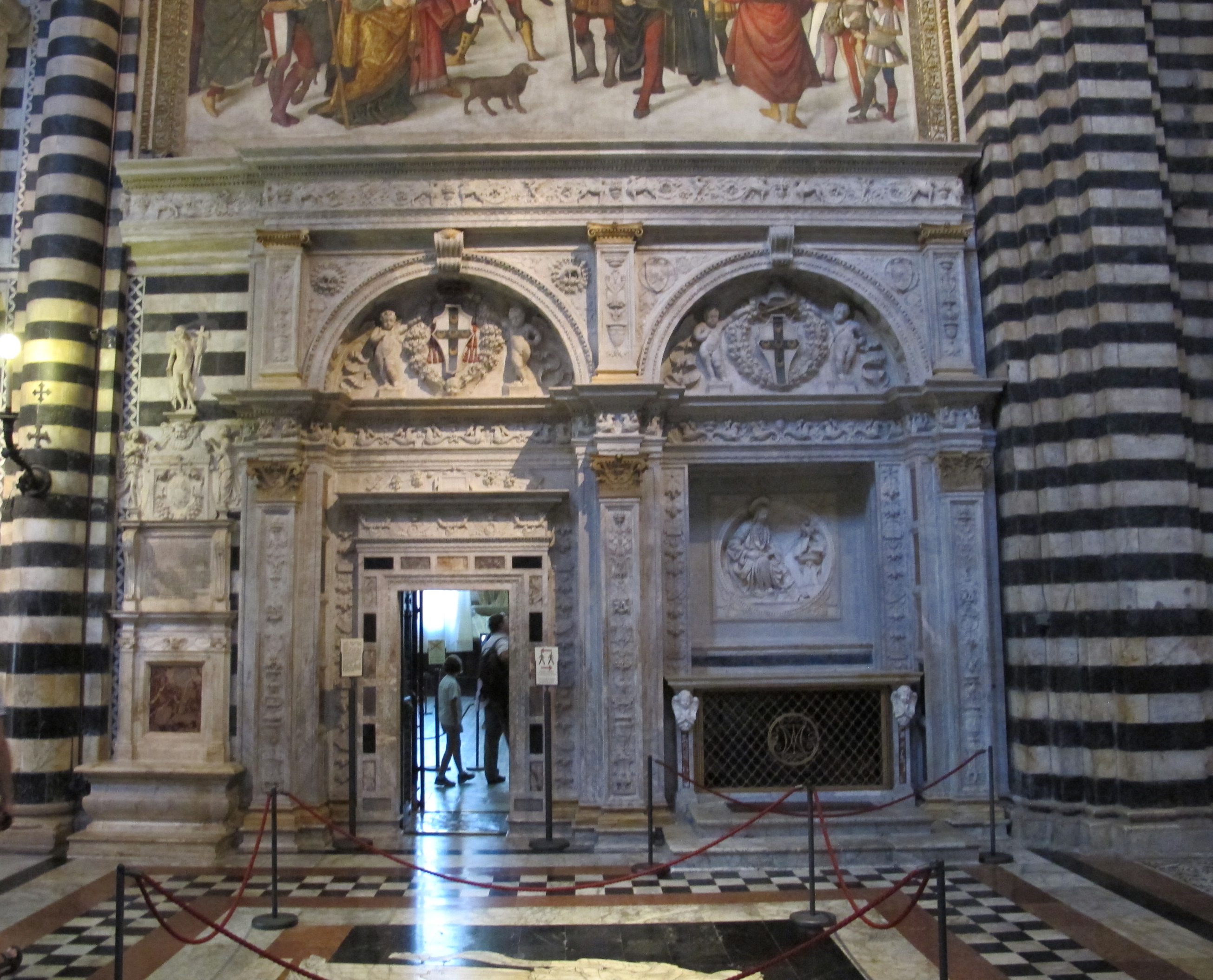
Façade de l'entrée de la bibliothèque Piccolomini

la Libreria Piccolomini est la bibliothèque du cardinal Francesco Piccolomini (futur Pie III) située dans le duomo de Sienne et dédiée aux épisodes de la vie de son oncle, le pape Pie II. 

## Histoire
Le cardinal Francesco Piccolomini, évêque de Sienne, dédia une salle du complexe du Duomo de 1492 à 1502 à proximité du presbytère sur le côté gauche de la cathédrale, pour abriter les collections de livres précieux de son oncle, le pape humaniste, Enea Silvio Piccolomini, mort en 1464.

## Description
L'accès à la bibliothèque se fait par l'intérieur de la cathédrale. Elle est signalée par une imposante façade à deux arcades sculptée en 1497 par Lorenzo di Mariano (it). La fresque au-dessus de la façade s'intitule le Couronnement pontifical de Pie III. Elle est de Pinturicchio et date de 1504. Une des arcades abrite un autel avec un bas-relief de Saint Jean Baptiste attribué à Giovanni di Stefano. Sous l'autel se trouve un groupe de personnages en bois polychrome avec la Pietà. Une grille en fer forgé d'Antonio Ormanni sert d'entrée.
La bibliothèque comporte des collections en vitrine d'antiphonaires et de psautiers placés sur des pupitres sculptés d'Antonio Barili, « le Boulle de la Renaissance ». 
Au centre, le groupe des Trois Grâces est une copie romaine d'une statue hellénistique offerte au cardinal.
La salle est surtout remarquable par un cycle de fresques de Pinturicchio sur les Scènes de la vie de Pie II Piccolomini :
- Enea Silvio Piccolomini parte per il concilio di Basilea
- Enea Silvio ambasciatore alla corte di Scozia
- Enea Silvio incoronato poeta dal'imperatore Federico III
- Enea Silvio fa atto di sottomissione a Eugenio IV
- Enea Silvio, vescovo di Siena, presenta Eleonora d'Aragona all'imperatore Federico III
- Enea Silvio riceve il cappello cardinalizio
- Pio II, incoronato pontefice, entra in Vaticano
- Pio II convoca il concilio di Mantova
- Pio II canonizza santa Caterina da Siena
- Pio II giunge ad Ancona per dare inizio alla crociata

La pavement est fait de carreaux de majolique représentant l'emblème des Piccolomini, des demi-lunes sur fond bleu.
Les manuscrits grecs et latins ont été perdus, mais on y retrouve les psautiers enluminés par Liberale da Veronna et Girolamo da Cremona.